# Dubielno (Papowo Biskupie)

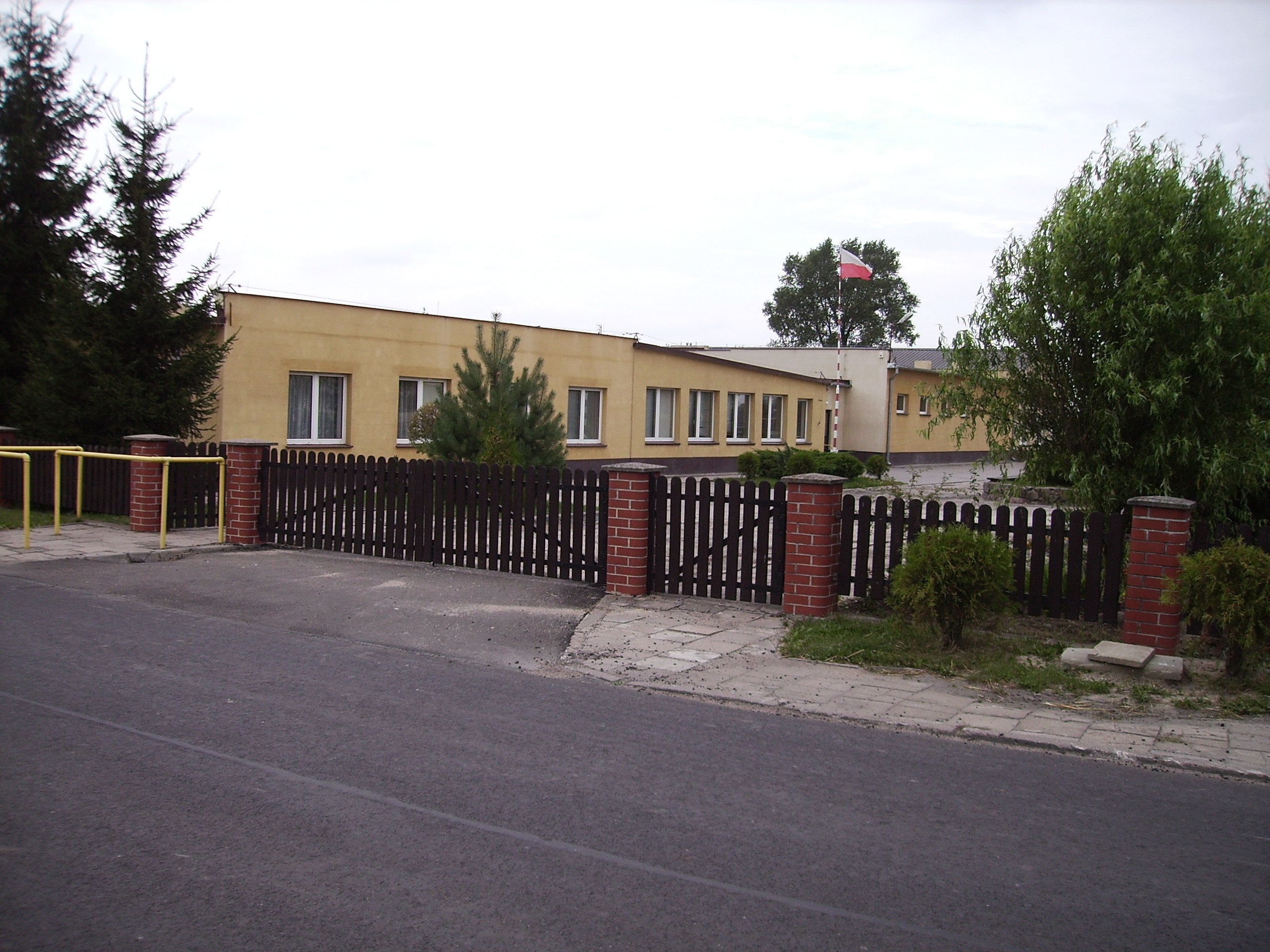
Schule

Dubielno (deutsch Dubielno, 1910–45 Dübeln) ist ein Dorf der Landgemeinde Papowo Biskupie  im Powiat Chełmiński in der Woiwodschaft Kujawien-Pommern, Polen. Zugleich ist Dubielno ein Schulzenamt der Landgemeinde.